# Musci
Sous-embranchement
Les Musci sont un sous-embranchement de mousses.

## Liste des classes
selon qui ?[réf. nécessaire]
- Andreaeobryopsida
- Andreaeopsida
- Bryopsida
- Oedipodiopsida
- Polytrichopsida
- Sphagnopsida
- Takakiopsida
- Tetraphidopsida